# Cylindrobasidium corrugum
Cylindrobasidium corrugum är en svampart som först beskrevs av Edward Angus Burt, och fick sitt nu gällande namn av Ginns 1982. Cylindrobasidium corrugum ingår i släktet Cylindrobasidium och familjen Physalacriaceae.   Inga underarter finns listade i Catalogue of Life.